# Aaptos aaptos
Aaptos aaptos é uma esponja marinha do filo Porifera. Embora se saiba que é tóxica para peixes, a Tartaruga-de-pente é sua predadora.